# Nguyễn Ngọc Tương (trung tướng)
Nguyễn Ngọc Tương (sinh 1960) là một sĩ quan cấp cao trong Quân đội nhân dân Việt Nam, hàm Trung tướng, nguyên là Phó Chính ủy Học viện Quốc phòng.

## Thân thế và sự nghiệp
Ông sinh năm 1960, quê tại Quảng Thủy, Quảng Trạch Quảng Bình
Trước đó, ông từng giữ chức Chính ủy Vùng 1 Hải quân
Năm 2011, bổ nhiệm giữ chức Phó Cục trưởng Cục Chính trị Quân chủng Hải quân
Năm 2012, bổ nhiệm giữ chức Phó Chính ủy Quân chủng Hải quân
Tháng 7 năm 2015, bổ nhiệm giữ chức Phó Chính ủy Học viện Quốc phòng
Chuẩn Đô đốc (2012); Trung tướng (2016)
Ngày 29 tháng 6 năm 2020, ông nghỉ chờ hưu.